# Antti Jokinen
Antti Jokinen (Nurmijärvi, 26 aprile 1968) è un regista finlandese.

## Biografia
Laureato in Cinema alla Università della Carolina dell'Est, Jokinen ha diretto video musicali per numerosi cantanti e gruppi musicali, tra cui: Wyclef Jean, Anastacia, Shania Twain, Kelly Clarkson, Céline Dion, Tiziano Ferro, Will Smith, Missy Elliot, i Train, i Westlife, i Korn, i Nightwish ed i Lordi.
Nel marzo del 2009 prende vita il progetto di girare il suo primo lungometraggio, The Resident, interpretato da Hilary Swank, uscito nel 2011.
Antti Jokinen è sposato dal 2014 con l'attrice finlandese Krista Kosonen con la quale ha avuto una figlia nata nel 2015.

## Filmografia
- The Resident (2011)
- Purge (2012)
- Wildeye (2015)
- Flowers of Evil (2016)
- Helene (2020)